# Новая Добруджа
Новая Добруджа (рум. Dobrogea Nouă, Доброджя-Ноуэ) — село в Сынжерейском районе Молдавии. Наряду с сёлами Старая Добруджа и Котовка входит в состав коммуны Старая Добруджа.

## География
Село расположено на высоте 191 метров над уровнем моря.

## Население
По данным переписи населения 2004 года, в селе Доброджя-Ноуэ проживает 528 человек (246 мужчин, 282 женщины).
Этнический состав села:
| Национальность | Число жителей | Процентный состав |
| -------------- | ------------- | ----------------- |
| украинцы       | 243           | 46.02             |
| русские        | 191           | 36.17             |
| молдаване      | 87            | 16.48             |
| болгары        | 2             | 0.38              |
| цыгане         | 1             | 0.19              |
| прочие         | 4             | 0.76              |
| Всего          | 528           | 100%              |